# Dafydd Ieuan
Dafydd Ieuan, né le 1er mars 1969 à Bangor (pays de Galles), est un musicien et producteur gallois, surtout connu comme le batteur des groupes Super Furry Animals et The Peth.

## Biographie
Frère aîné du musicien Cian Ciaran, il a aussi deux sœurs. Son père, le Dr Carl Iwan Clowes, OBE, était consultant en santé, militant de la langue galloise, militant anti-nucléaire et consul honoraire au Pays de Galles pour le Lesotho,,.
Dafydd Ieuan joue avec Gruff Rhys dès leur premier groupe Ffa Coffi Pawb (en) en 1986. Il est aussi le batteur du groupe gallois Catatonia de 1993 à 1996. Il participe alors à leurs premiers singles et à leur premier album Way Beyond Blue sorti en 1996. Au cours de la même période, Super Furry Animals se formé et Ieuan quitté alors Catatonia pour se concentrer sur ce groupe,,.
Il dirige le label et studio d'enregistrement Strangetown Records basé à Cardiff avec son frère Cian Ciaran et Mick Hilton. Avec Ciaran, il est récompensé par un BAFTA Wales en 2011 pour la musique originale du drame S4C Pen Talar filmé par Fiction Factory.
Il sort l’album The Golden Mile avec The Peth en 2008, avec l'acteur gallois Rhys Ifans au chant. Un deuxième album, Crystal Peth est enregistré mais n'a jamais été publié. Avec le DJ et rappeur Rashid Wibidi Omar, il enregistre et produit de la musique sous le nom de groupe de Wibidi. En 2013, il enregistre avec le groupe The Earth, avec le guitariste Mark Roberts (anciennement de Catatonia), le bassiste Tristan Marley et la chanteuse Dionne Bennett,.
En 2006, il joue de la batterie sur le premier album solo de James Dean Bradfield, The Great Western (en) et produit et joue de la batterie sur des morceaux du premier album de Gulp avec son coéquipier de Super Furry Animals Guto Pryce.